# Llista de medallistes olímpics d'hoquei sobre herba
Aquesta és una llista dels medallistes olímpics d'hoquei sobre herba:

## Medallistes

### Categoria masculina
| Edició                       | Or | Argent | Bronze |
| 1908 Londres detalls         | Regne Unit · AnglaterraLouis Baillon · Harry Freeman · Eric Green · Gerald Logan · Alan Noble · Edgar Page · Reggie Pridmore · Percy Rees · John Yate Robinson · Stanley Shoveller · Harvey Wood | Regne Unit · IrlandaEdward Allman-Smith · Henry Brown · Walter Campbell · William Graham · Richard Gregg · Edward Holmes · Robert Kennedy · Henry Murphy · John Peterson · Walter Peterson · Charles Power · Frank Robinson | Regne Unit · EscòciaAlexander Burt · John Burt · Alastair Denniston · Charles Foulkes · Hew Fraser · James Harper-Orr · Ivan Laing · Hugh Neilson · William Orchardson · Norman Stevenson · Hugh Walker |
| 1908 Londres detalls         | Regne Unit · AnglaterraLouis Baillon · Harry Freeman · Eric Green · Gerald Logan · Alan Noble · Edgar Page · Reggie Pridmore · Percy Rees · John Yate Robinson · Stanley Shoveller · Harvey Wood | Regne Unit · IrlandaEdward Allman-Smith · Henry Brown · Walter Campbell · William Graham · Richard Gregg · Edward Holmes · Robert Kennedy · Henry Murphy · John Peterson · Walter Peterson · Charles Power · Frank Robinson | Regne Unit · Gal·lesFrank Connah · Llewellyn Evans · Arthur Law · Robert Lyne · Wilfred Pallot · Frederick Phillips · Edward Richards · Charles Shephard · Bertrand Turnbull · Philip Turnbull · James Williams |
| 1912 Estocolm                | No fou inclòs en el programa olímpic | No fou inclòs en el programa olímpic | No fou inclòs en el programa olímpic |
| 1920 Anvers detalls          | Regne Unit Charles Atkin · John Bennett · Colin Campbell · Harold Cassels · Harold Cooke · Eric Crockford · Reginald Crummack · Harry Haslam · Arthur Leighton · Charles Marcon · John McBryan · George McGrath · Stanley Shoveller · William Smith · Cyril Wilkinson                                                                                        | Dinamarca Hans Bjerrum · Ejvind Blach · Niels Blach · Steen Due · Thorvald Eigenbrod · Frands Faber · Hans Jørgen Hansen · Hans Herlak · Henning Holst · Erik Husted · Paul Metz · Andreas Rasmussen | Bèlgica André Becquet · Pierre Chibert · Raoul Daufresne · Fernand de Montigny · Charles Delelienne · Louis Diercxsens · Robert Gevers · Adolphe Goemaere · Charles Gniette · Raymond Keppens · René Strauwen · Pierre Valcke · Maurice van den Bemden · Jean van Nerom                                                                                                   |
| 1924 París                   | No fou inclòs en el programa olímpic | No fou inclòs en el programa olímpic | No fou inclòs en el programa olímpic |
| 1928 Amsterdam detalls       | Índia Richard Allen Dhyan Chand Maurice Gateley William Goodsir-Cullen Leslie Hammond Feroze Khan George Marthins Rex Norris Broome Pinniger Michael Rocque Frederic Seaman Ali Shaukat Jaipal Singh Sayed Yusuf Kher Singh Gill | Països Baixos Jan Ankerman · Jan Brand · Rein de Waal · Emile Duson · Gerrit Jannink · Adriaan Katte · August Kop · Ab Tresling · Paul van de Rovaart · Robert van der Veen · Haas Visser 't Hooft C. J. J. Hardebeck · T. F. Hubrecht · G. Leembruggen · H. J. L. Mangelaar · Otto Muller · W. J. van Citters · C. J. van der Hagen · Tonny van Lierop · J. J. van Tienhoven · J. M. van Voorst · N. Wenholt | Alemanya Bruno Boche · Georg Brunner · Heinz Förstendorf · Erwin Franzkowiak · Werner Freyberg · Theodor Haag · Hans Haußmann · Kurt Haverbeck · Aribert Heymann · Herbert Hobein · Fritz Horn · Karl-Heinz Irmer · Herbert Kemmer · Herbert Müller · Werner Proft · Gerd Strantzen · Rolf Wollner · Heinz Wöltje · Erich Zander Fritz Lincke · Heinz Schäfer · Kurt Weiß |
| 1932 Los Angeles detalls     | Índia Richard Allen Muhammad Aslam Lal Bokhari Frank Brewin Richard Carr Dhyan Chand Leslie Hammond Arthur Hind Sayed Jaffar Masud Minhas Broome Pinniger Gurmit Singh Kullar Roop Singh William Sullivan Carlyle Tapsell | JapóShunkichi Hamada · Junzo Inohara · Sadayoshi Kobayashi · Haruhiko Kon · Kenichi Konishi · Hiroshi Nagata · Eiichi Nakamura · Yoshio Sakai · Katsumi Shibata · Akio Sohda · Toshio Usami | Estats UnitsWilliam Boddington · Harold Brewster · Roy Coffin · Amos Deacon · Horace Disston · Samuel Ewing · James Gentle · Henry Greer · Lawrence Knapp · David McMullin · Leonard O'Brien · Charles Sheaffer · Frederick Wolters |
| 1936 Berlín detalls          | Índia Richard Allen Dhyan Chand Ali Dara Lionel Emmett Peter Fernandes Joseph Galibardy Earnest Goodsir-Cullen Mohammed Hussain Sayed Jaffar Ahmed Khan Ahsan Khan Mirza Masood Cyril Michie Baboo Nimal Joseph Phillips Shabban Shahab-ud-Din Garewal Singh Roop Singh Carlyle Tapsell                                                                      | AlemanyaHermann auf der Heide · Ludwig Beisiegel · Erich Cuntz · Karl Dröse · Alfred Gerdes · Werner Hamel · Harald Huffmann · Erwin Keller · Herbert Kemmer · Werner Kubitzki · Paul Mehlitz · Karl Menke · Fritz Messner · Detlef Okrent · Heinrich Peter · Heinz Raack · Carl Ruck · Hans Scherbart · Heinz Schmalix · Tito Warnholtz · Kurt Weiß · Erich Zander                                           | Països BaixosHenk de Looper · Jan de Looper · Aat de Roos · Rein de Waal · Piet Gunning · Inge Heybroek · Hans Schnitger · René Sparenberg · Ernst van den Berg · Ru van der Haar · Tonny van Lierop · Max Westerkamp |
| 1948 Londres detalls         | ÍndiaLeslie Claudius · Keshav Dutt · Walter D'Souza · Lawrie Fernandes · Ranganathan Francis · Gerry Glacken · Akhtar Hussain · Patrick Jansen · Amir Kumar · Kishan Lal · Leo Pinto · Jaswant Singh Rajput · Latif-ur-Rehman · Reginald Rodrigues · Balbir Singh Sr. · Randhir Singh Gentle · Grahanandan Singh · K. D. Singh · Trilochan Singh · Maxie Vaz | Regne UnitRobert Adlard · Norman Borrett · David Brodie · Ronald Davis · William Griffiths · Frederick Lindsay · William Lindsay · John Peake · Frank Reynolds · George Sime · Michael Walford · William White | Països BaixosAndré Boerstra · Henk Bouwman · Piet Bromberg · Harry Derckx · Han Drijver · Dick Esser · Roepie Kruize · Jenne Langhout · Dick Loggere · Ton Richter · Eddy Tiel · Wim van Heel |
| 1952 Hèlsinki detalls        | ÍndiaLeslie Claudius · Meldric Daluz · Keshav Dutt · Chinadorai Deshmutu · Ranganathan Francis · Raghbir Lal · Govind Perumal · Muniswamy Rajagopal · Balbir Singh Dosanjh · Randhir Singh Gentle · Udham Singh · Dharam Singh · Grahanandan Singh · K. D. Singh                                                                                             | Països BaixosJules Ancion · André Boerstra · Harry Derckx · Han Drijver · Dick Esser · Roepie Kruize · Dick Loggere · Lau Mulder · Eddy Tiel · Wim van Heel · Leonard Wery | Regne UnitDenys Carnill · John Cockett · John Conroy · Graham Dadds · Derek Day · Dennis Eagan · Robin Fletcher · Roger Midgley · Richard Norris · Neil Nugent · Anthony Nunn · Anthony John Robinson · John Paskin Taylor |
| 1956 Melbourne detalls       | ÍndiaLeslie Claudius · Ranganathan Francis · Haripal Kaushik · Amir Kumar · Raghbir Lal · Shankar Lakshman · Govind Perumal · Amit Singh Bakshi · Raghbir Singh Bhola · Balbir Singh Dosanjh · Hardyal Singh Garchey · Randhir Singh Gentle · Balkishan Singh Grewal · Gurdev Singh Kullar · Udham Singh Kullar · Bakshish Singh · Charles Stephen           | PakistanAbdul Hameed · Akhtar Hussain · Munir Dar · Ghulam Rasool · Habibur Rehman · Anwar Ahmed Khan · Habib Ali Kiddie · Latifur Rehman · Manzoor Hussain Atif · Musarrat Hussain · Motiullah · Naseer Bunda · Noor Alam · Zakir Hussain | AlemanyaGunter Brennecke · Hugo Budinger · Werner Delmes · Hugo Dollheiser · Eberhard Ferstl · Alfred Lücker · Helmut Nonn · Wolfgang Nonn · Heinz Radzikowski · Werner Rosenbaum · Gunther Ullerich |
| 1960 Roma detalls            | PakistanHamid Abdul · Rashid Abdul · Waheed Abdul · Ahmad Bashir · Rasul Ghulam · Anwar Khan · Aslam Khursheed · Habib Kiddi · Hussain Manzoor · Ahmed Mushtaq · Ullah Mutti · Ahmad Nasir · Alam Noor | ÍndiaJoseph Antic · Leslie Claudius · Jaman Lal Sharma · Mohinder Lal · Shankar Lakshman · John Peter · Govind Sawant · Raghbir Singh Bhola · Udham Singh Kullar · Charanjit Singh · Jaswant Singh · Joginder Singh · Prithipal Singh | EspanyaPedro Amat · Francisco Caballer · Juan Calzado · José Colomer · Carlos del Coso · Jose Dinares · Eduardo Dualde · Joaquin Dualde · Rafael Egusquiza · Ignacio Macaya · Pedro Murua · Pedro Roig · Luis Usoz · Narciso Ventallo |
| 1964 Tòquio detalls          | ÍndiaHaripal Kaushik · Mohinder Lal · Shankar Lakshman · Bandu Patil · John Peter · Ali Sayed · Udham Singh Kullar · Charanjit Singh · Darshan Singh · Dharam Singh · Gurbux Singh · Harbinder Singh · Jagjit Singh · Joginder Singh · Prithipal Singh | PakistanHamid Abdul · Muhammad Asad · Munir Dar · Mahmud Khalid · Anwar Khan · Nawaz Khizar · Azam Khurshid · Muhammad Manna · Hussain Manzoor · Rashid Muhammad · Ullah Mutti · Tariq Niazi · Anwar Saeed · Aziz Tariq · Hayat Zafar · Uddin Zaka | AustràliaMervyn Crossman · Paul Dearing · Raymond Evans · Brian Glencross · Robin Hodder · John McBryde · Donald McWatters · Patrick Nilan · Eric Pearce · Julian Pearce · Desmond Piper · Donald Smart · Anthony Waters · Graham Wood |
| 1968 Ciutat de Mèxic detalls | PakistanAbdul Rasheed · Jahangir Butt · Tanvir Dar · Gulraiz Akhtar · Khalid Mahmood · Asad Malik · Mohammad Ashfaq · Tariq Niazi · Riaz Ahmad · Riazuddin · Saeed Anwar · Tariq Aziz · Zakir Hussain | AustràliaPaul Dearing · Raymond Evans · Brian Glencross · Robert Haigh · Donald Martin · James Mason · Patrick Nilan · Eric Pearce · Gordon Pearce · Julian Pearce · Desmond Piper · Fred Quine · Ronald Riley · Donald Smart | ÍndiaRajendra Christy · Krishnanurthy Perumal · John Peter · Inamur Rehaman · Munir Sait · Ajitpal Singh · Balbir Singh (I) · Balbir Singh (II) · Balbir Singh (III) · Gurbux Singh · Harbinder Singh · Harmik Singh · Inder Singh · Prithipal Singh · Tarsem Singh |
| 1972 Múnic detalls           | RFAWolfgang Baumgart · Horst Drose · Dieter Freise · Werner Kaessmann · Carsten Keller · Detlef Kittstein · Ulrich Klaes · Peter Kraus · Michael Krause · Michael Peter · Wolfgang Rott · Fritz Schmidt · Rainer Seifert · Wolfgang Strodter · Eckart Suhl · Eduard Thelen · Peter Trump · Ulrich Vos                                                        | PakistanRashid Abdul · Rasool Akhtar · Ul Akhtar · Jahangir Butt · Ur Fazal · Ud Islah · Muhammad Malik · Shahnaz Muhammad · Uz-Zaman Munawar · Ahmad Riaz · Anwar Saeed · Saleem Sherwani · Iftikar Syed · Mudassar Syed · Muhammad Zahid | ÍndiaB. P. Govinda · Cornelius Charles · Manuel Frederick · Michael Kindo · Ashok Kumar · M. P. Ganesh · Krishnanurthy Perumal · Ajitpal Singh · Harbinder Singh · Harcharan Singh · Harmik Singh · Kulwant Singh · Mukhbain Singh · Virinder Singh |
| 1976 Mont-real detalls       | Nova ZelandaPaul Ackerley · Jeff Archibald · Arthur Borren · Alan Chesney · John Christensen · Greg Dayman · Tony Ineson · Barry Maister · Selwyn Maister · Trevor Manning · Alan McIntyre · Neil McLeod · Arthur Parkin · Mohan Patel · Ramesh Patel · Les Wilson                                                                                           | AustràliaDavid Bell · Greg Browning · Ric Charlesworth · Ian Cooke · Barry Dancer · Douglas Golder · Robert Haigh · Wayne Hammond · Jim Irvine · Stephen Marshall · Malcolm Poole · Robert Proctor · Graeme Reid · Ronald Riley · Trevor Smith · Terry Walsh | PakistanRashid Abdul · Rasool Akhtar · Mahmood Arshad · Arshad Chaudhry · Khan Haneef · Ud Islah · Sami Khan · Hassan Manzoor · Hussain Manzoor · Uz-Zaman Munawar · Zia Qamar · Nazim Salim · Shahnaz Shaikh · Saleem Sherwani · Iftikar Syed · Mudassar Syed |
| 1980 Moscou detalls          | ÍndiaVasudevan Baskaran · Bir Bhadur Chettri · Sylvanus Dung Dung · Merwyn Fernandes · Zafar Iqbal · Maharaj Krishan Kaushik · Charanjit Kumar · Sommayya Maneypande · Allan Schofield · Mohamed Shahid · Davinder Singh · Gurmail Singh · Amarjit Singh Rana · Rajinder Singh · Ravinder Pal Singh · Surinder Singh Sodhi                                   | EspanyaJoan Amat Joan Arbós Jaume Arbós Xavier Cabot Ricard Cabot Miguel Chaves Juan Coghen Miguel de Paz Francesc Fàbregas Josep Garcia Rafael Garralda Santiago Malgosa Paulino Monsalve Juan Pellón Carles Roca Jaime Zumalacárregui | Unió SovièticaSos Airapetian · Minneula Azizov · Valeri Belyakov · Viktor Deputatov · Aleksandr Goncharov · Aleksandr Gusev · Sergei Klevtsov · Viacheslav Lampeev · Aleksandr Miasnikov · Mikhail Nichepurenko · Leonid Pavlovski · Sergei Pleshakov · Vladimir Pleshakov · Aleksandr Sychyov · Oleg Zagorodnev · Farit Zigangirov                                       |
| 1984 Los Angeles detalls     | PakistanRashid Abdul · Tauqeer Dar · Ahmed Ishtiaq · Ullah Kaleem · Hameed Khalid · Hanir Khan · Shahid Ali Khan · Hussain Manzoor · Ayaz Mehmood · Ghulam Moin Ud Din · Ahmed Mushtaq · Akhtar Naeem · Ali Nasir · Zia Qasim · Hassan Sardar · Saleem Sherwani                                                                                              | RFAChristian Bassemir · Stefan Blöcher · Dirk Brinkmann · Heiner Dopp · Carsten Fischer · Tobias Frank · Volker Fried · Thomas Gunst · Horst-Ulrich Hänel · Karl-Joachim Hurter · Andreas Keller · Reinhard Krull · Michael Peter · Thomas Reck · Ekkhard Schmidt-Opper · Markku Slawyk | Regne UnitPaul Barber · Stephen Batchelor · Kulbir Bhaura · Robert Cattrall · Richard Dodds · James Duthie · Norman Hughes · Sean Kerly · Richard Leman · Stephen Martin · William McConnell · Veryan Pappin · Jon Potter · Mark Precious · Ian Taylor · David Westcott                                                                                                   |
| 1988 Seül detalls            | Regne UnitPaul Barber · Stephen Batchelor · Kulbir Bhaura · Robert Clift · Richard Dodds · David Faulkner · Russell Garcia · Martyn Grimley · Sean Kerly · Jimmy Kirkwood · Richard Leman · Stephen Martin · Veryan Pappin · Jon Potter · Imran Sherwani · Ian Taylor                                                                                        | RFAStefan Blöcher · Dirk Brinkmann · Thomas Brinkmann · Heiner Dopp · Hans-Henning Fastrich · Carsten Fischer · Tobias Frank · Volker Fried · Horst-Ulrich Hänel · Michael Hilgers · Andreas Keller · Michael Metz · Andreas Mollandin · Thomas Reck · Christian Schliemann · Ekkhard Schmidt-Opper | Països BaixosMarc Benninga · Floris Jan Bovelander · Jacques Brinkman · Maurits Crucq · Marc Delissen · Cees Jan Diepeveen · Patrick Faber · Ronald Jansen · Rene Klaassen · Hendrik Kooijman · Hidde Kruize · Frank Leistra · Erik Parlevliet · Gert Schlatmann · Tim Steens · Taco van den Honert                                                                       |
| 1992 Barcelona detalls       | AlemanyaAndreas Becker · Christian Blunck · Carsten Fischer · Volker Fried · Michael Hilgers · Andreas Keller · Michael Knauth · Oliver Kurtz · Christian Mayerhöfer · Sven Meinhardt · Michael Metz · Klaus Michler · Christopher Reitz · Stefan Saliger · Jan-Peter Tewes · Stefan Tewes                                                                   | AustràliaJohn Bestall · Warren Birmingham · Lee Bodimeade · Ashley Carey · Gregory Corbitt · Stephen Davies · Damon Diletti · Lachlan Dreher · Lachlan Elmer · Dean Evans · Paul Lewis · Graham Reid · Jay Stacy · David Wansbrough · Ken Wark · Michael York | PakistanSaeed Anjum · Hasan Farhat · Khalid Bashir · Muhammad Khawaja · Mansoor Ahmed · Asif Muhammad · Ikhlaq Muhammad · Khalid Muhammad · Qamar Muhammad · Hussain Musaddaq · Rana Mujahid · Shahbaz Ahmed · Muhammad Shahbaz · Shahid Ali Khan · Tahir Zaman · Wasim Feroz                                                                                             |
| 1996 Atlanta detalls         | Països BaixosFloris Jan Bovelander · Jacques Brinkman · Maurits Crucq · Teun de Nooijer · Marc Delissen · Jeroen Delmee · Ronald Jansen · Erik Jazet · Leo Gebbink · Bram Lomans · Taco van den Honert · Tycho van Meer · Wouter van Pelt · Remco van Wijk · Stephan Veen · Guus Vogels                                                                      | EspanyaJaume Amat · Pol Amat · Xavier Arnau · Jordi Arnau · Óscar Barrena · Ignacio Cobos · Joan Dinarés · Juan Escarré · Xavier Escudé · Juantxo García-Mauriño · Antonio González · Ramon Jufresa · Joaquim Malgosa · Víctor Pujol · Ramon Sala · Pablo Usoz | AustràliaStuart Carruthers · Baeden Choppy · Stephen Davies · Damon Diletti · Lachlan Dreher · Lachlan Elmer · Brendan Garard · Paul Gaudoin · Marcus Hager · Paul Lewis · Grant Smith · Matthew Smith · Daniel Sproule · Jay Stacy · Ken Wark · Michael York |
| 2000 Sydney detalls          | Països BaixosJacques Brinkman · Jaap-Derk Buma · Teun de Nooijer · Jeroen Delmee · Marten Eikelboom · Piet-Hein Geeris · Ronald Jansen · Erik Jazet · Bram Lomans · Sander van der Weide · Wouter van Pelt · Diederik van Weel · Remco van Wijk · Stephan Veen · Guus Vogels · Peter Windt                                                                   | Corea del SudHan Hyung-Bae · Hwang Jong-Hyun · Jeon Hong-Kwon · Jeon Jong-Ha · Ji Seung-Hwan · Kang Keon-Wook · Kim Chel-Hwan · Kim Jung-Chul · Kim Kyung-Seok · Kim Yong-Bae · Kim Yoon · Lim Jong-Chun · Lim Jung-Woo · Seo Jong-Ho · Song Seung-Tae · Yeo Woon-Kon | AustràliaMichael Brennan · Adam Commens · Stephen Davies · Damon Diletti · Lachlan Dreher · Jason Duff · Troy Elder · James Elmer · Paul Gaudoin · Stephen Holt · Brent Livermore · Daniel Sproule · Jay Stacy · Craig Victory · Matthew Wells · Michael York |
| 2004 Atenes detalls          | AustràliaMichael Brennan · Travis Brooks · Dean Butler · Liam de Young · Jamie Dwyer · Nathan Eglington · Troy Elder · Bevan George · Robert Hammond · Mark Hickman · Mark Knowles · Brent Livermore · Michael McCann · Stephen Mowlam · Grant Schubert · Matthew Wells                                                                                      | Països BaixosMatthijs Brouwer · Ronald Brouwer · Teun de Nooijer · Jeroen Delmee · Geert-Jan Derikx · Rob Derikx · Marten Eikelboom · Floris Evers · Erik Jazet · Karel Klaver · Jesse Mahieu · Rob Reckers · Taeke Taekema · Sander van der Weide · Klaas Veering · Guus Vogels | AlemanyaClemens Arnold · Christoph Bechmann · Sebastian Biederlack · Philipp Crone · Eike Duckwitz · Christoph Eimer · Björn Emmerling · Florian Kunz · Björn Michel · Sascha Reinelt · Justus Scharowsky · Christian Schulte · Tibor Weißenborn · Timo Weß · Matthias Witthaus · Christopher Zeller                                                                      |
| 2008 Pequín detalls          | AlemanyaPhilip Witte · Maximilian Mueller · Sebastian Biederlack · Carlos Nevado · Moritz Fuerste · Jan-Marco Montag · Tobias Hauke · Tibor Weißenborn · Benjamin Weß · Niklas Meinert · Timo Weß · Oliver Korn · Christopher Zeller · Max Weinhold · Matthias Witthaus · Florian Keller · Philipp Zeller                                                    | EspanyaFrancesc Cortés · Santiago Freixa · Francesc Fàbregas · Víctor Sojo · Àlex Fàbregas · Pol Amat · Eduard Tubau · Roc Oliva · Juan Fernández · Ramon Alegre · Xavier Ribas i Centelles · Albert Sala · Rodrigo Garza · Sergi Enrique · Eduard Arbós · David Alegre | AustràliaJamie Dwyer · Liam de Young · Rob Hammond · Mark Knowles · Eddie Ockenden · David Guest · Luke Doerner · Grant Schubert · Bevan George · Andre Smith · Stephen Lambert · Eli Matheson · Matthew Wells · Travis Brooks · Kiel Brown · Fergus Kavanagh · Des Abbott                                                                                                |
| 2012 Londres detalls         | AlemanyaMaximilian Müller · Martin Häner · Oskar Deecke · Christopher Wesley · Moritz Fürste · Tobias Hauke · Jan-Philipp Rabente · Benjamin Weß · Timo Weß · Oliver Korn · Christopher Zeller · Max Weinhold · Matthias Witthaus · Florian Fuchs · Philipp Zeller · Thilo Stralkowski                                                                       | Països BaixosJaap Stockmann · Tim Jenniskens · Klaas Vermeulen · Marcel Balkestein · Wouter Jolie · Roderick Weusthof · Robbert Kempermann · Teun de Nooijer · Sander Baart · Floris Evers · Bob de Voogd · Sander de Wijn · Rogier Hofman · Robert van der Horst · Billy Bakker · Valentin Verga · Mink van der Weerden                                                                                      | AustràliaMark Knowles · Jamie Dwyer · Liam de Young · Simon Orchard · Glenn Turner · Chris Ciriello · Matthew Butturini · Russell Ford · Eddie Ockenden · Joel Carroll · Matthew Gohdes · Tim Deavin · Matthew Swann · Nathan Burgers · Kieran Govers · Fergus Kavanagh                                                                                                   |
| 2016 Rio detalls             | ArgentinaJuan Manuel Vivaldi · Gonzalo Peillat · Juan Ignacio Gilardi · Facundo Callioni · Lucas Rey · Matías Paredes · Joaquín Menini · Lucas Vila · Luca Masso · Ignacio Ortiz · Juan Martín López · Juan Manuel Saladino · Isidoro Ibarra · Matías Rey · Manuel Brunet · Agustín Mazzilli · Lucas Rossi · Pedro Ibarra                                    | BèlgicaArthur Van Doren · John-John Dohmen · Florent van Aubel · Sebastien Dockier · Cédric Charlier · Gauthier Boccard · Emmanuel Stockbroekx · Thomas Briels · Felix Denayer · Vincent Vanasch · Simon Gougnard · Loïck Luypaert · Tom Boon · Jérôme Truyens · Elliot Van Strydonck · Tanguy Cosyns | AlemanyaNicolas Jacobi · Mathias Müller · Linus Butt · Martin Häner · Moritz Trompertz · Mats Grambusch · Christopher Wesley · Timm Herzbruch · Tobias Hauke · Tom Grambusch · Christopher Rühr · Martin Zwicker · Moritz Fürste · Florian Fuchs · Timur Oruz · Niklas Wellen                                                                                             |
| 2020 Tòquio detalls          | BèlgicaGauthier Boccard · Tom Boon · Thomas Briels · Cédric Charlier · Félix Denayer · Nicolas De Kerpel · Arthur De Sloover · Sébastien Dockier · John-John Dohmen · Simon Gougnard · Alexander Hendrickx · Antoine Kina · Loïck Luypaert · Augustin Meurmans · Victor Wegnez · Vincent Vanasch · Florent Van Aubel · Arthur Van Doren                      | AustràliaDaniel Beale · Joshua Beltz · Tim Brand · Andrew Charter · Tom Craig · Matt Dawson · Blake Govers · Jeremy Hayward · Tim Howard · Dylan Martin · Trent Mitton · Eddie Ockenden · Flynn Ogilvie · Lachlan Sharp · Joshua Simmonds · Jacob Whetton · Tom Wickham · Aran Zalewski | ÍndiaSurender Kumar · Varun Kumar · Birendra Lakra · Vivek Prasad · Amit Rohidas · Dilpreet Singh · Gurjant Singh · Harmanpreet Singh · Hardik Singh · Mandeep Singh · Manpreet Singh · Rupinder Pal Singh · Shamsher Singh · Simranjeet Singh · Nilakanta Sharma · P. R. Sreejesh · Sumit · Lalit Upadhyay                                                               |
| 2024 París detalls           | Països BaixosThierry Brinkman · Jip Janssen · Lars Balk · Jonas de Geus · Thijs van Dam · Seve van Ass · Jorrit Croon · Justen Blok · Derck de Vilder · Floris Wortelboer · Tjep Hoedemakers · Koen Bijen · Joep de Mol · Pirmin Blaak · Tijmen Reyenga · Duco Telgenkamp · Floris Middendorp                                                                | AlemanyaMats Grambusch · Mathias Müller · Lukas Windfeder · Niklas Wellen · Johannes Große · Thies Prinz · Paul-Philipp Kaufmann · Teo Hinrichs · Tom Grambusch · Gonzalo Peillat · Christopher Rühr · Justus Weigand · Marco Miltkau · Martin Zwicker · Hannes Müller · Malte Hellwig · Moritz Ludwig · Jean Danneberg                                                                                       | ÍndiaHarmanpreet Singh · Jarmanpreet Singh · Abhishek Nain · Manpreet Singh · Hardik Singh · Gurjant Singh · Sanjay Rana · Mandeep Singh · Lalit Upadhyay · P. R. Sreejesh · Sumit Walmiki · Shamsher Singh · Raj Kumar Pal · Amit Rohidas · Vivek Prasad · Sukhjeet Singh                                                                                                |

### Categoria femenina
| Edició                   | Or | Argent | Bronze |
| 1980 Moscou detalls      | ZimbàbueArlene Boxhall · Elizabeth Chase · Sandra Chick · Gillian Cowley · Patricia Davies · Sarah English · Maureen George · Ann Grant · Susan Huggett · Patricia McKillop · Brenda Phillips · Christine Prinsloo · Sonia Robertson · Anthea Stewart · Helen Volk · Linda Watson                            | TxecoslovàquiaMilada Blazková · Jirina Cermáková · Jirina Hájková · Berta Hrubá · Ida Hubácková · Jirina Kadlecová · Jarmila Králícková · Jirina Krízová · Alena Kyselicová · Jana Lahodová · Kveta Petrícková · Viera Podhányiová · Iveta Sránková · Marie Sykorová · Marta Urbanová · Lenka Vymazalová                                                             | Unió SovièticaLiailia Akhmerova · Natalia Buzunova · Natalia Bykova · Tatiana Embakhtova · Nadezhda Filippova · Liudmila Frolova · Lidia Glubokova · Nelli Gorbatkova · Elena Guryeva · Galina Inzhuvatova · Alina Kham · Natella Krasnikova · Nadezhda Ovechkina · Tatiana Shvyganova · Galina Viuzhanina · Valentina Zazdravnykh |
| 1984 Los Angeles detalls | Països BaixosCarina Benninga · Fieke Boekhorst · Marjolein Eijsvogel · Det de Beus · Irene Hendriks · Elsemiek Hillen · Sandra Le Poole · Anneloes Nieuwenhuizen · Martine Ohr · Alette Pos · Lisette Sevens · Marieke van Doorn · Aletta van Manen · Sophie von Weiler · Laurien Willemse · Margriet Zegers | RFAGabriele Appel · Dagmar Breiken · Beate Deininger · Elke Drull · Birgit Hagen · Birgit Hahn · Martina Koch · Sigrid Landgraf · Corinna Lingnau · Christina Moser · Patricia Ott · Hella Roth · Gabriele Schley · Susanne Schmid · Ursula Thielemann · Andrea Weiermann-Lietz                                                                                      | Estats UnitsBeth Anders · Beth Beglin · Regina Buggy · Gwen Cheeseman · Sheryl Johnson · Christine Larson-Mason · Kathleen McGahey · Anita Miller · Leslie Milne · Charlene Morett · Diane Moyer · Marcella Place · Karen Shelton · Brenda Stauffer · Julie Staver · Judy Strong                                                   |
| 1988 Seül detalls        | AustràliaTracey Belbin · Deborah Bowman · Lee Capes · Michelle Capes · Sally Carbon · Elsbeth Clement · Loretta Dorman · Maree Fish · Rechelle Hawkes · Lorraine Hillas · Kathleen Partridge · Sharon Patmore · Jacqueline Pereira · Alexandra Pisani · Kim Small · Liane Tooth                              | Corea del SudChang Eun-Jung · Cho Ki-Hyang · Choi Choon-Ok · Chung Eun-Kyung · Chung Sang-Hyun · Han Gum Shil · Han Ok-Kyung · Hwang Keum-Sook · Jin Won-Sim · Kim Mi-Sun · Kim Soon-Duk · Kim Young-Sook · Lim Kye-Sook · Park Soon-Ja · Seo Hyo-Sun · Seo Kwang-Mi                                                                                                 | Països BaixosWillemien Aardenburg · Carina Benninga · Marjolein Eijsvogel · Yvonne Buter · Det de Beus · Annemieke Fokke · Noor Holsboer · Helen van der Ben · Lisanne Lejeune · Anneloes Nieuwenhuizen · Martine Ohr · Marieke van Doorn · Aletta van Manen · Sophie von Weiler · Laurien Willemse · Ingrid Wolff                 |
| 1992 Barcelona detalls   | EspanyaAnna Maiques · Cèlia Corres · Elisabeth Maragall · María Ángeles Rodríguez · María Carmen Barea · Marívi González · Maider Tellería · María Isabel Martínez · Mercedes Coghen · Nagore Gabellanes · Natalia Dorado · Núria Olivé · Silvia Manrique · Sonia Barrio · Teresa Motos · Virginia Ramírez   | AlemanyaBritta Becker · Tanja Dickenscheid · Nadine Ernsting-Krienke · Christine Ferneck · Eva Hagenbäumer · Franziska Hentschel · Caren Jungjohann · Katrin Kauschke · Irina Kuhnt · Heike Lätzsch · Susanne Müller · Tina Peters · Simone Thomaschinski · Bianca Weiß · Anke Wild · Susie Wollschläger                                                             | Regne UnitJill Atkins · Lisa Bayliss · Karen Brown · Vickey Dixon · Susan Fraser · Wendy Fraser · Kathryn Johnson · Sandy Lister · Jackie McWilliams · Tammy Miller · Helen Morgan · Mary Nevill · Mandy Nicholls · Alison Ramsay · Jane Sixsmith · Joanne Thompson                                                                |
| 1996 Atlanta detalls     | AustràliaMichelle Andrews · Alyson Annan · Louise Dobson · Renita Farrell · Juliet Haslam · Rechelle Hawkes · Clover Maitland · Karen Marsden · Jenny Morris · Jackie Pereira · Nova Peris-Kneebone · Katrina Powell · Lisa Powell · Danni Roche · Kate Starre · Liane Tooth                                 | Corea del SudChang Eun-Jung · Cho Eun-Jung · Choi Eun-Kyung · Choi Mi-Soon · Jeon Young-Sun · Jin Deok San · Kim Myung-Ok · Kown Soo-Hyun · Kwon Chang Sook · Lee Eun Kyung · Lee Eun-Young · Lee Ji-Young · Lim Jeong-Sook · Oh Seung-Shin · Woo Hyun-Jung · You Jae Sook                                                                                           | Països BaixosStella de Heij · Wietske de Ruiter · Mijntje Donners · Willemijn Duyster · Noor Holsboer · Nicole Koolen · Ellen Kuipers · Jeannette Lewin · Suzanne Plesman · Florentine Steenberghe · Margje Teeuwen · Carole Thate · Jacqueline Toxopeus · Fleur van de Kieft · Dillianne van den Boogaard · Suzan van der Wielen  |
| 2000 Sydney detalls      | AustràliaKate Allen · Alyson Annan · Lisa Carruthers · Renita Farrell · Juliet Haslam · Rechelle Hawkes · Nikki Hudson · Rachel Imison · Clover Maitland · Claire Mitchell-Taverner · Jenny Morris · Alison Peek · Katrina Powell · Angie Skirving · Kate Starre · Julie Towers                              | ArgentinaMagdalena Aicega · Mariela Antoniska · Inés Arrondo · Luciana Aymar · María Paz Ferrari · Anabel Gambero · Agustina García · María de la Paz Hernández · Laura Maiztegui · Mercedes Margalot · Karina Masotta · Vanina Oneto · Jorgelina Rimoldi · Cecilia Rognoni · Ayelén Stepnik · Paola Vukojicic                                                       | Països BaixosMinke Booij · Ageeth Boomgaardt · Julie Deiters · Mijntje Donners · Fatima Moreira de Melo · Clarinda Sinnige · Hanneke Smabers · Minke Smabers · Margje Teeuwen · Carole Thate · Daphne Touw · Fleur van de Kieft · Dillianne van den Boogaard · Macha van der Vaart · Suzan van der Wielen · Myrna Veenstra         |
| 2004 Atenes detalls      | AlemanyaTina Bachmann · Caroline Casaretto · Nadine Ernsting-Krienke · Franziska Gude · Mandy Haase · Natascha Keller · Denise Klecker · Anke Kühn · Heike Lätzsch · Badri Latif · Sonja Lehmann · Silke Müller · Fanny Rinne · Marion Rodewald · Louisa Walter · Julia Zwehl                                | Països BaixosMinke Booij · Chantal de Bruijn · Lisanne de Roever · Mijntje Donners · Sylvia Karres · Fatima Moreira de Melo · Eefke Mulder · Maartje Scheepstra · Janneke Schopman · Clarinda Sinnige · Minke Smabers · Jiske Snoeks · Macha van der Vaart · Miek van Geenhuizen · Lieve van Kessel                                                                  | ArgentinaMagdalena Aicega · Mariela Antoniska · Inés Arrondo · Luciana Aymar · Claudia Burkart · Marina di Giacomo · Agustina García · Mariana González · Alejandra Gulla · María de la Paz Hernández · Mercedes Margalot · Vanina Oneto · Cecilia Rognoni · Marine Russo · Ayelén Stepnik · Paola Vukojicic                       |
| 2008 Pequín detalls      | Països BaixosMaartje Goderie · Maartje Paumen · Naomi van As · Minke Smabers · Marilyn Agliotti · Minke Booij · Wieke Dijkstra · Sophie Polkamp · Ellen Hoog · Lidewij Welten · Lisanne de Roever · Miek van Geenhuizen · Eva de Goede · Janneke Schopman · Eefke Mulder · Fatima Moreira de Melo            | R.P. de la XinaRen Ye · Zhang Yimeng · Gao Lihua · Chen Qiuqi · Zhao Yudiao · Li Hongxia · Cheng Hui · Tang Chunling · Zhou Wanfeng · Ma Yibo · Fu Baorong · Pan Fengzhen · Huang Junxia · Song Qungling · Li Shuang · Chen Zhaoxia | ArgentinaPaola Vukojicic · Belén Succi · Magdalena Aicega · Mercedes Margalot · Mariana Rossi · Noel Barrionuevo · Gisele Kañevsky · Claudia Burkart · Luciana Aymar · Mariné Russo · Mariana González Oliva · Soledad García · Alejandra Gulla · María de la Paz Hernández · Carla Rebecchi · Rosario Luchetti                    |
| 2012 Londres detalls     | Països BaixosKitty van Male · Carlien Dirkse van den Heuvel · Kelly Jonker · Maartje Goderie · Lidewij Welten · Maartje Paumen · Naomi van As · Ellen Hoog · Sophie Polkamp · Joyce Sombroek · Kim Lammers · Eva de Goede · Marilyn Agliotti · Merel de Blaeij · Margot van Geffen · Caia van Maasakker      | ArgentinaLaura del Colle · Rosario Luchetti · Ana Macarena Rodriguez Perez · Luciana Aymar · Carla Rebecchi · Delfina Merino · Martina Cavallero · Florencia Habif · Rocio Sanchez Moccia · Daniela Sruoga · Sofía Maccari · Mariela Scarone · Silvina D'Elia · Noel Barrionuevo · Maria Josefina Sruoga · Maria Florencia Mutio                                     | Regne UnitBeth Storry · Emile Maguire · Laura Unsworth · Crista Cullen · Hannah MacLeod · Anne Panter · Helen Richardson · Kate Walsh · Chloe Rogers · Laura Bartlett · Alex Danson · Georgie Twigg · Ashleigh Ball · Sally Walton · Nicola White · Sarah Thomas                                                                   |
| 2016 Rio detalls         | Regne UnitMaddie Hinch · Laura Unsworth · Crista Cullen · Hannah Macleod · Georgie Twigg · Helen Richardson-Walsh · Susannah Townsend · Kate Richardson-Walsh · Sam Quek · Alex Danson · Giselle Ansley · Sophie Bray · Hollie Webb · Shona McCallin · Lily Owsley · Nicola White                            | Països BaixosJoyce Sombroek · Xan de Waard · Kitty van Male · Laurien Leurink · Willemijn Bos · Marloes Keetels · Carlien Dirkse van den Heuvel · Kelly Jonker · Maria Verschoor · Lidewij Welten · Caia van Maasakker · Maartje Paumen · Naomi van As · Ellen Hoog · Margot van Geffen · Eva de Goede                                                               | AlemanyaNike Lorenz · Selin Oruz · Anne Schröder · Lisa Schütze · Charlotte Stapenhorst · Katharina Otte · Janne Müller-Wieland · Hannah Krüger · Jana Teschke · Lisa Altenburg · Franzisca Hauke · Cécile Pieper · Marie Mävers · Annika Sprink · Julia Müller · Pia-Sophie Oldhafer · Kristina Reynolds                          |
| 2020 Tòquio detalls      | Països BaixosFelice Albers · Eva de Goede · Xan de Waard · Marloes Keetels · Josine Koning · Sanne Koolen · Laurien Leurink · Frédérique Matla · Laura Nunnink · Malou Pheninckx · Pien Sanders · Lauren Stam · Margot van Geffen · Caia van Maasakker · Maria Verschoor · Lidewij Welten                    | ArgentinaAgustina Albertario · Agostina Alonso · Noel Barrionuevo · Valentina Costa Biondi · Emilia Forcherio · Agustina Gorzelany · María José Granatto · Victoria Granatto · Julieta Jankunas · Sofía Maccari · Delfina Merino · Valentina Raposo · Rocío Sánchez Moccia · Micaela Retegui · Victoria Sauze · Belén Succi · Sofía Toccalino · Eugenia Trinchinetti | Regne UnitGiselle Ansley · Grace Balsdon · Fiona Crackles · Maddie Hinch · Sarah Jones · Hannah Martin · Shona McCallin · Lily Owsley · Hollie Pearne-Webb · Isabelle Petter · Ellie Rayer · Sarah Robertson · Anna Toman · Susannah Townsend · Laura Unsworth · Leah Wilkinson                                                    |
| 2024 París detalls       | Països BaixosXan de Waard · Anne Veenendaal · Luna Fokke · Freeke Moes · Lisa Post · Yibbi Jansen · Renée van Laarhoven · Felice Albers · Maria Verschoor · Sanne Koolen · Frédérique Matla · Joosje Burg · Marleen Jochems · Pien Sanders · Marijn Veen · Laura Nunnink                                     | R.P. de la XinaOu Zixia · Ye Jiao · Gu Bingfeng · Yang Liu · Zhang Ying · Chen Yi · Ma Ning · Li Hong · Dan Wen · Zou Meirong · He Jiangxin · Fan Yunxia · Chen Yang · Xu Wenyu · Zhong Jiaqi · Tan Jinzhuang · Yu Anhui | ArgentinaSofía Toccalino · Agustina Gorzelany · Valentina Raposo · Agostina Alonso · Agustina Albertario · María José Granatto · Cristina Cosentino · Rocío Sánchez Moccia · Victoria Sauze · Sofía Cairó · Eugenia Trinchinetti · Lara Casas · Juana Castellaro · Pilar Campoy · Julieta Jankunas · Zoe Díaz                      |